# Famlje
Famlje este o localitate din comuna Divača, Slovenia, cu o populație de 146 de locuitori.